# Щербина, Фёдор Андреевич
Фёдор Андре́евич Щерби́на, (13 февраля (25) 1849, Новодеревянковская — 28 октября 1936, Прага) — украинский кубанский казачий политик и общественный деятель, историк, народник, основоположник российской бюджетной статистики, член-корреспондент Императорской Академии наук (1904), действительный член Научного общества имени Тараса Шевченко (1924), член Кубанской Рады, глава Верховного суда Кубанской народной республики, ректор Украинского свободного университета, поэт, писатель. Первопоходник.

## Биография
Родился в казачьей семье станицы Новодеревянковской. Потомок одной из ветвей малороссийского казачьего рода Щербин. Отец — Андрей Лукич Щербина, мать — Мария Григорьевна Белая, дочь священника из местных казаков, Григория Белого.
Закончил Черноморское духовное училище в Екатеринодаре и Кавказскую духовную семинарию в Ставрополе. По окончании семинарии в 1872 получил войсковую стипендию для обучения в Петровской сельскохозяйственной академии, но на втором году обучения был исключен из неё за участие в студенческих выступлениях. Через год поступил в Новороссийский университет. За участие в группе Башенцы и «хождении в народ» подвергся аресту, через месяц выпущен под залог и отправлен в ссылку в Вятскую, а затем в Вологодскую губернию (1877—1880). В ссылке начал изучать общинный быт России, стал регулярно печататься в «Отечественных записках», «Русских ведомостях» и других изданиях по проблемам земельной общины, артельного движения, казачьей хозяйственной жизни.
В 1884 принят в качестве статистика на службу в Воронежское земство. До 1903 возглавлял организованное им Воронежское статистическое бюро. С 1886 руководил экспедицией по исследованию областей Степного края, организованной Министерством земледелия и государственных имуществ. Первым в России произвёл широкомасштабные бюджетные исследования крестьянских хозяйств Воронежской губернии. В 1887 Императорское Географическое общество премировало золотой медалью его работу «Крестьянское хозяйство по Острогожскому уезду». Его труд «Крестьянские бюджеты» долгое время служил методологической основой анализа потребления крестьян и рабочих. Ему также принадлежит ряд исторических исследований и публицистические статьи по вопросам земельной общины, артельного движения, крестьянского быта и др.
В 1891 награждён Академией наук премией императора Александра II в размере 1500 рублей за работу «Воронежское земство. 1865—1889 г.». Член-корреспондент Петербургской Академии наук с 1904.
С марта 1902 года стал одним из активных участников либеральной оппозиции, что стало причиной административной ссылки, которую отбывал в своём имении в Черноморской губернии с января 1903 по октябрь 1904.
В 1907 избран депутатом 2-й Государственной думы от Кубанского казачьего войска, возглавил казачью фракцию в Думе, примкнул к партии народных социалистов.
Во время написания Ф. Щербиной его основного научного труда «История Кубанского казачьего войска» ему помогал С. В. Петлюра, получивший положительную оценку Ф. Щербины за свою работу.

### Участие в «Ледяном походе»
28 февраля 1918 года Щербина, которому шёл 70-й год, в составе вооружённого отряда Кубанского краевого правительства под командованием полковника В. Л. Покровского, выступил из Екатеринодара, атакованного красными отрядами, в поход, получивший впоследствии имя «Ледяного». Участия в боевых действиях Щербина не принимал, ружьё своё отдал более молодому казаку. В походе Щербина возобновил свою литературную деятельность и писал поэму на украинском языке «Черноморцы» о переселении украинских казаков на Кубань и освоении ими этого края. Участие Щербины в походе было отмечено вручением ему знака первопоходника, которое, в отличие от подавляющего большинства других вручений этого знака, было проведено в торжественной обстановке и с возданием почестей награждаемому. Вот что писала об этом газета «Вольная Кубань»: 
Награждение Радой Ф. А. Щербины
Краевая Чрезвычайная Рада в воздаяние заслуг перед Краем известного историка Фёдора Андреевича Щербины 30 ноября постановила: преподнести ему установленный за Кубанский поход знак 1-й степени, выдать от войска особую грамоту, учредить стипендию его имени и повесить во всех школах его портрет.— «Вольная Кубань» № 128 от 2 (15) декабря 1918 г.

### В эмиграции
В 1920 году Щербина оказался в эмиграции, сначала в составе кубанской делегации в Королевстве Сербов, Хорватов и Словенцев. С 1921 года жил в Праге, где работал профессором Украинского свободного университета (1922—1936), а с 1924 по 1925 год был его ректором. С 1922 года являлся профессором статистики Украинской хозяйственной академии в Подебрадах (Чехословакия).
Участвовал в деятельности украинских научных учреждений в эмиграции, в частности, научного общества имени Тараса Шевченко, действительным членом которого был избран. Писал на украинском литературном языке, составил стихотворные поэмы «Черноморцы» и «Богдан Хмельницкий».

## Смерть и перезахоронение на Кубани
Был похоронен в Праге на Ольшанском кладбище. В 2008 году при поддержке российских дипломатов и Чешской Православной церкви прах Щербины был перевезён из Праги в Краснодар и 17 сентября 2008 года торжественно перезахоронен в Свято-Троицком соборе. Родственники и общественность станицы Новодеревянковская выступили против его захоронения в Краснодаре, так как считали, что его прах должен быть похоронен на родине Щербины в станице Новодеревянковской.

## Отзывы современников
Ультра-консервативный политик и историк Л. М. Савелов обвинял Ф. А. Щербину, как одного из лидеров движения земских статистиков, в бедах империи, готовившихся: "при посредстве всех этих студентов, студенток, учителей, бесполезной армии господина Щербины почву для всего того, что пришлось испытать России в 1905 г., а затем в разные февральские и октябрьские революции"

## Память
- Памятник Ф. А. Щербине установлен в Краснодаре в детском сквере «Дружба» 13 сентября 2011 года.

Памятник Ф. А. Щербине в Краснодаре

- Именем Ф. А. Щербины в Краснодаре названа улица.